# Vogelkopf-Haggada
Die Vogelkopf-Haggada ist eine mittelalterliche, illustrierte Handschrift der traditionellen Pessach-Haggada. Sie ist einer der ältesten erhaltenen Haggadot (Pluralform, hebräisch הגדות) aus Deutschland. Sie befindet sich heute im Israel-Museum in Jerusalem.
Ihre Besonderheit, der sie auch ihren Namen verdankt, ist die Darstellung von Juden als Wesen mit menschlichem Körper und Vogelköpfen.

## Handschrift
Der Beschreibstoff der Handschrift ist grobes Kalbspergament, die Schrift aschkenasischen Ursprungs und die Illustrationen in gotischem Stil gehalten. Die Handschrift stammt aus dem ausgehenden 13. oder dem frühen 14. Jahrhundert und ist wahrscheinlich eine Arbeit aus dem Raum Würzburg. Von ihren ursprünglich 50 Blättern sind heute noch 47 vorhanden.
Die Handschrift enthält den traditionellen Text für den Sederabend sowie am Rand des Textes Illustrationen des Geschilderten. Der formale Aufbau der Handschrift, mit Darstellungen zum Text am Rand und dem Fehlen ganzseitiger Illustrationen folgt der askenasischen Tradition. Lediglich auf der ersten und der letzten Seite sind ganzseitige Bilder. Allerdings ist das Titelblatt, das die Familie am Sedertisch zeigt, durch das Fehlen eines dreieckigen Teils des Pergaments stark in Mitleidenschaft gezogen. Bei einer früheren Buchreparatur wurden darüber hinaus die einzelnen Lagen beschnitten, wobei ein Teil der Illustrationen beschnitten wurde.
Der Name des Schreibers und Illustrators, מנחם Menachem, erschließt sich aus der Akzentuierung der Buchstaben in dem gleichgeschriebenen Wort מֻנָּחִים munahim „sie sind hingestellt“. Derselbe Schreiber kopierte die als Machsor Lipsiae bekannte Handschrift eines Gebetsbuches (Machsor).

## Illustrationen
Die Miniaturen am Rand des Textes illustrieren das im Text Beschriebene: die Opferung Isaaks, den Exodus des Volkes Israel aus Ägypten bis zum Empfang der Gesetzestafeln am Berg Sinai und die Vorbereitung und Durchführung des Pessachfestes. Stilistisch entspricht die Darstellungsform den zeitgenössische Miniaturen in christlichen Büchern.
Der Illustrator der Handschrift hat es dabei vermieden, das menschliche Antlitz abzubilden. Das Gesicht des Engels bei der Opferung Isaaks ist unkenntlich, die Gesichter des Pharaos und seiner Leute leere Ovale, während bei den Juden (kenntlich am Judenhut) allesamt anstelle von Nase und Mund ein Schnabel gezeichnet ist. Dabei ist nicht sicher, um welche Art von Vogel es sich handelt. Wahrscheinlich ist der Adler gemeint, der in der jüdischen Literatur hin und wieder – ausgehend von Moses Lied in Deuteronomium (Dtn 32,11 ) – mit dem jüdischen Volk assoziiert wird.

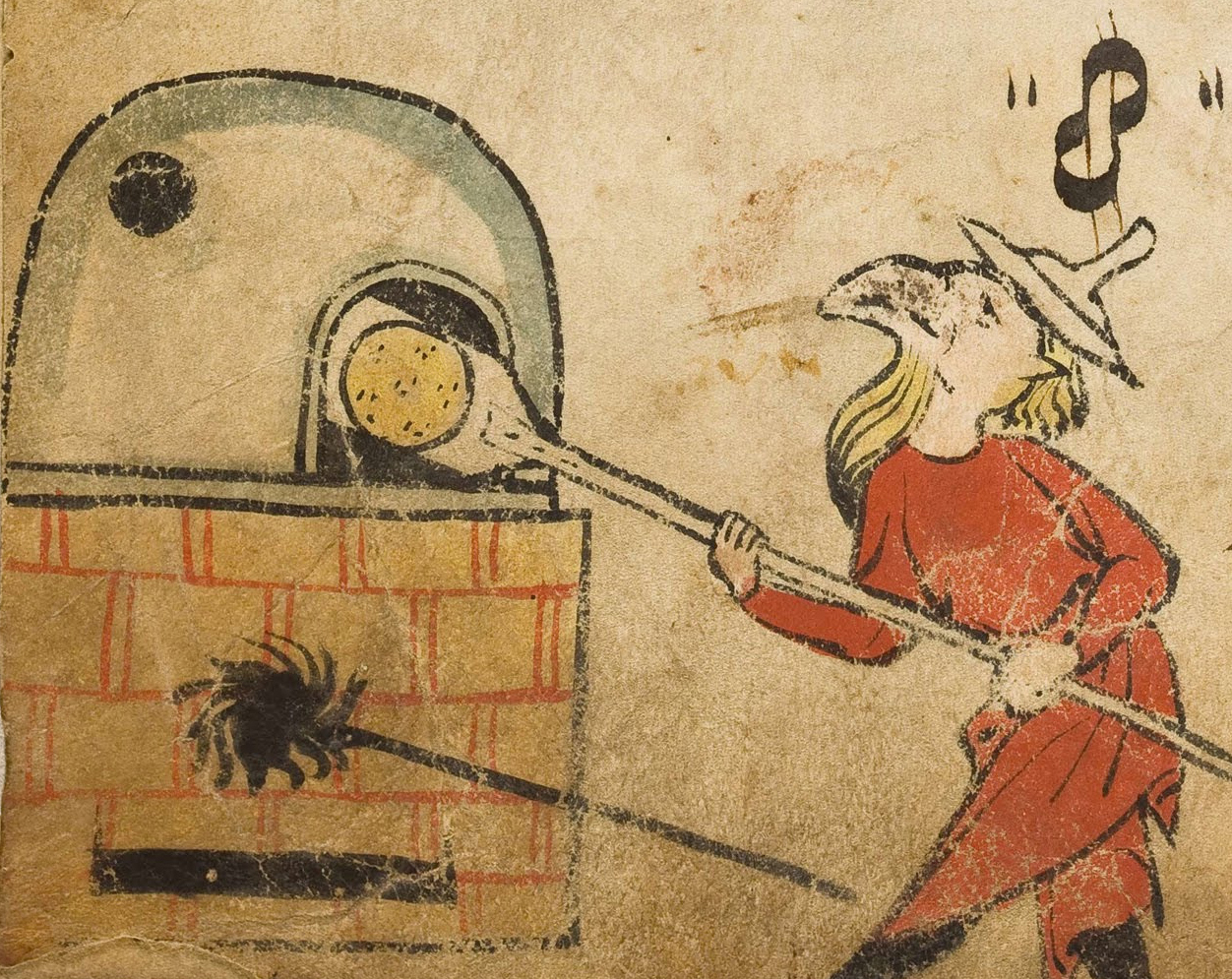
Der Mazzenbäcker ist mit Bart, zeitgenössischer Kleidung einschließlich eines Judenhutes, aber Schnabel und spitzem Tierohr abgebildet.

Für diese Form der Darstellung werden in der Forschung unterschiedliche Gründe angenommen. Nach der am weitesten verbreiteten Theorie setzte der Illustrator das Bilderverbot im Judentum um. Ähnliche Darstellungen finden sich auch in weiteren aschkenasischen Handschriften wie im 1271 entstandenen Wormser Machsor oder im Machsor Lipsiae. Die Vermeidung der Darstellung menschlicher Gesichter ist eine Besonderheit aschkenasischer Buchmalerei des 13./14. Jahrhunderts in Süddeutschland.

## Provenienz
Über die Besitzer aus der Zeit vor dem 19. Jahrhundert ist nichts bekannt. Auf der ersten Seite findet man den Hinweis: „1864/13/6, von Wb [Wittib?] / Hern Maiern das / abgekauft / Bendet Benedikt“. Eine Nachfahrin, Johanna Benedikt, brachte das Buch mit in die Ehe mit Ludwig Marum. Nach dessen Ermordung durch die Nationalsozialisten gelangte das Buch an Hermann Kahn aus Adelsheim, der es 1946 dem Bezalel Museum verkaufte. Die Handschrift befindet sich heute in der Sammlung des Israel-Museums in Jerusalem, in dem die Bestände des Bezalel National Art Museums aufgingen. Die Signatur ist nun MS 180/57 (ehemals: ms. 912-4-46).
Im April 2016 wurde bekannt, dass die Nachfahren des Ehepaars Johanna und Ludwig Marum das Buch auch zu dieser Zeit noch als ihr Eigentum betrachten. Sie hatten Anzeichen dafür gefunden, dass das Buch dem Ehepaar Marum während der Judenverfolgung des NS geraubt wurde. Schon lange waren sie daher der Ansicht, dass Hermann Kahn 1946 das Buch an das israelische Museum verkauft hatte, ohne es rechtmäßig zu besitzen. Aber sie waren auch bereit gewesen, das Buch in dem israelischen Museum zu belassen. Das Museum hat diesen Besitzanspruch nicht eindeutig anerkannt. Der US-amerikanische Anwalt E. Randol Schoenberg, spezialisiert auf Entschädigungsangelegenheiten in Kunstraubfällen, nahm im Auftrag der Familie Verhandlungen mit dem Museum auf, um das Eigentum an dem Werk feststellen zu lassen und eine Entschädigung für die Familie auszuhandeln.

## Edition
In den 1960er Jahren wurde die Handschrift von Moshe Spitzer als Faksimile in einer zweibändigen, kommentierten Ausgabe veröffentlicht.
- Moshe Spitzer (ed.): The Bird’s Head Haggada of the Bezalel National Art Museum in Jerusalem. Tarshish Books, Jerusalem 1965f. 1. Band: Faksimile der Handschrift (1965), 2. Band: Introduction (1967).